# SAGE Publishing

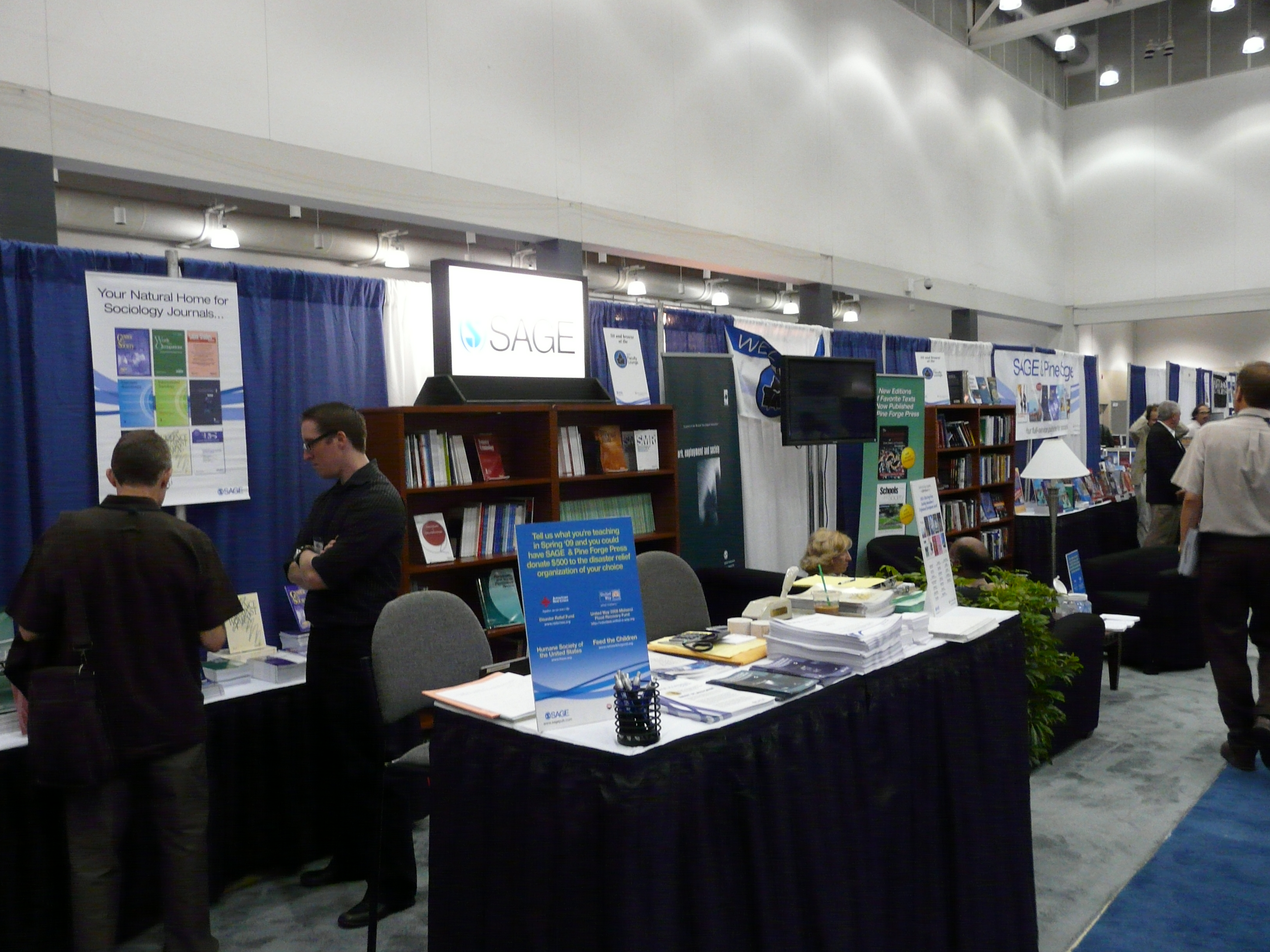
Lancio di una conferenza nel 2008

SAGE Publishing, ex SAGE Publications, è una casa editrice statunitense indipendente fondata nel 1965 a New York da Sara Miller McCune.
SAGE pubblica più di 1.000 riviste e 800 nuovi libri all'anno, indici bibliografici e prodotti elettronici riguardanti il mondo del business, le discipline umanistiche, le scienze sociali, la scienza, la tecnologia e la medicina.
Il gruppo è titolare anche dei marchi Corwin Press (dal 1990), CQ Press (dal 2008), Learning Matters (dal 2011) e Adam Matthew Digital (dal 2012).
Il quartier generale si trova a Newbury Park, vicino a Thousand Oaks, in California. Altre sedi, nelle quali sono complessivamente occupati più di 1.500 dipendenti, si trovano a Los Angeles, Londra, Nuova Delhi, Singapore, Washington DC e Melbourne.
L'Independent Publishers Guild ha premiato SAGE come il migliore editore accademico e professionale dell'anno 2012.

## Storia

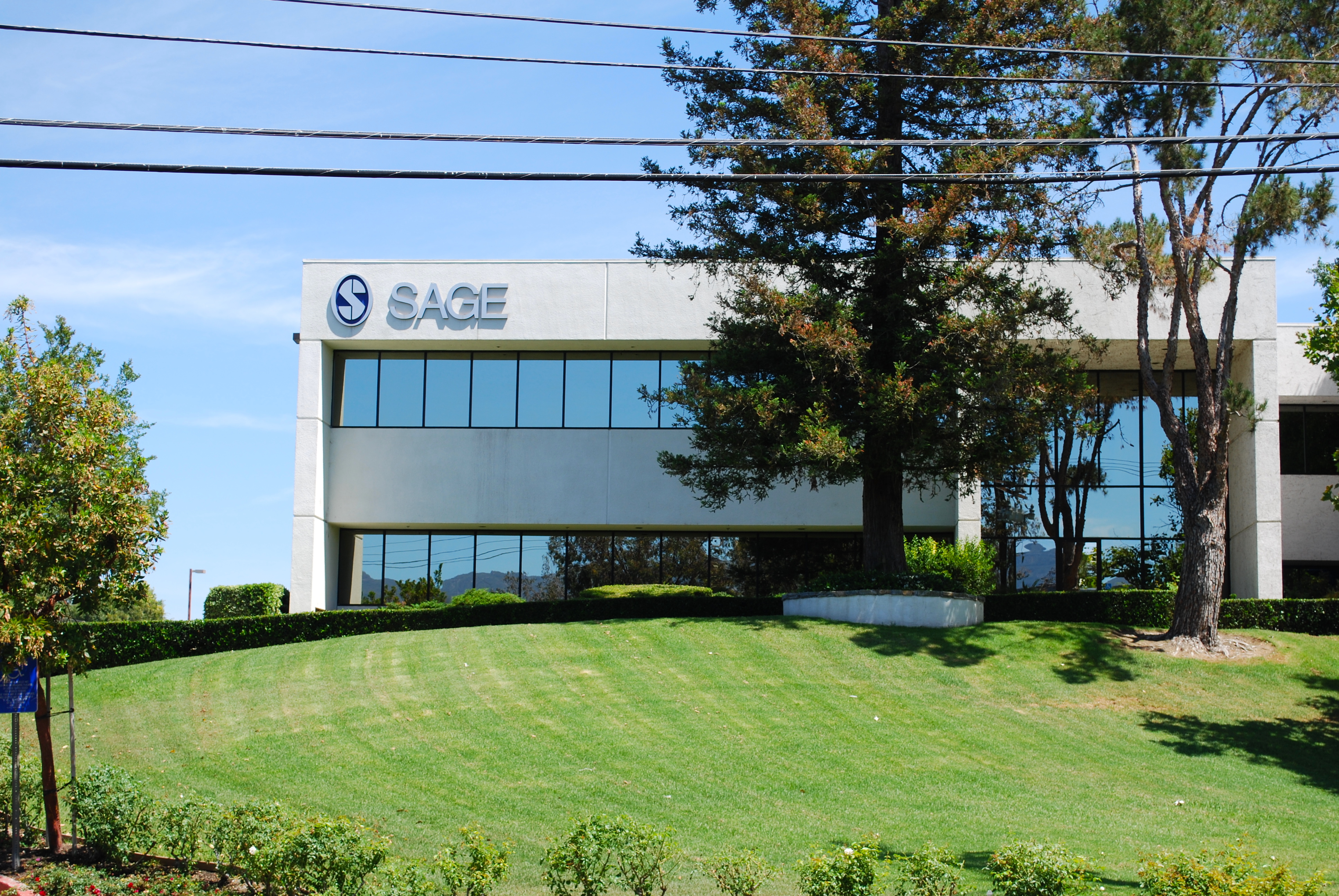
Il quartier generale di Newbury Park, in California.

SAGE fu fondata nel 1965 a New York City da Sara Miller  e dal futuro marito George D. McCune, amministratore delegato della Macmillan; il nome della società è un acronimo formato dalle prime lettere dei loro nomi, Sara e George.
Quando Miller e McCune si sposarono nel 1966, McCune lasciò la Macmillan per unirsi ufficialmente alla nuova azienda, che aveva trasferito la sede nel sud della California. Sara Miller McCune rimase presidente per 18 anni, passando al ruolo presidente del consiglio di amministrazione nel 1984, conservando ad interim il titolo di presidente esecutivo. La coppia continuò a far crescere la compagnia insieme fino alla morte di George McCune, nel 1990.
Nel 2017, SAGE registrò per la sua forza lavoro nel Regno Unito un divario retributivo di genere (fra uomini e donne) pari ad una media del 13,1% , e a una mediana del 10,3%.

## Open Access Scholarly Publishers Association
Nel 2008, SAGE Publishing fu uno dei membri fondatori dell'Open Access Scholarly Publishers Association (OASPA).
A novembre del 2013, l'OASPA riesaminò l'adesione di SAGE dopoché il Journal of International Medical Research  pubblicò un articolo deliberatamente falso e lacunoso, che un giornalista aveva inventato e inviato alla prestigiosa rivista Science per testare la reale efficacia della revisione paritaria nelle riviste ad accesso aperto.
Dopo sei mesi di sospensione e verifiche interne, SAGE fu riammessa far parte dell'associazione, a seguito della modifica del processo editoriale della rivista.